# 八岭山古墓群
八岭山古墓群，八岭山古称龙山，古墓群位于中华人民共和国湖北省荆州市荆州古城西北20公里的八岭山国家森林公园。
八岭山古墓群现有大中型有封土堆古墓葬498座，楚国有十八位楚王、五代十国荆南五位君主以及明代十一个藩王都厚葬龙山中。南平武信王高季兴墓、文献王高从诲墓、贞懿王高保融墓三代墓俱在龙山，八岭山有辽简王朱植墓、松滋安惠王朱貴烆墓、益阳安僖王朱貴烰墓、麻阳悼僖王朱貴燠墓、应山悼恭王朱貴㸎墓、枝江庄惠王朱貴熠墓、辽肃王朱貴𤊐墓、辽靖王朱豪墭墓、辽惠王朱恩鑙墓、辽恭王朱宠涭墓、辽庄王朱致格墓。1988年八岭山古墓群被列为全国重点文物保护单位。1992年4月国家林业部批准八岭山为国家森林公园。

## 文物保护情况
1956年11月15日，以“八嶺山明代王墓羣”的名义被湖北省人民委员会列为第一批湖北省文物保护单位；1988年1月13日，以“八岭山古墓群”的名义被中华人民共和国国务院列为第三批全国重点文物保护单位。
其作为文物的保护范围为：东至新湾，西至新场，南起杨场，北至联山。具体是：古墓的封土堆直径15米以下者，自封土脚基向外延伸20米；封土直径30米以下者，自封土脚基外延伸30米；封土直径30米以上者，自封土脚基外延伸40米。
其作为文物的建设控制地带为：八岭山山脚以内。